# قطعه‌قطعه شدن (طیف‌سنجی جرمی)

قطعه‌قطعه شدن مولکول تولوئن

در طیف‌سنجی جرمی، تکه‌تکه شدن، یا قطعه‌قطعه شدن (به انگلیسی: Fragmentation) تفکیک یون‌های مولکولی با ناپایداری انرژی است که در اثر عبور مولکول‌ها از محفظه یونی‌کننده یک طیف‌سنج جرمی ایجاد می‌شوند. قطعات یک مولکول باعث ایجاد یک الگوی منحصر به فرد در طیف جرمی می‌شوند. این واکنش‌ها در طول دهه‌ها به خوبی ثبت شده‌اند و الگوی قطعه‌قطعه شدن برای تعیین وزن مولی و اطلاعات ساختاری مولکول ناشناخته مفید است. قطعه‌قطعه شدنی که در آزمایش‌های طیف‌سنجی جرمی پشت سر هم اتفاق می‌افتد، اخیراً مورد توجه تحقیقات قرار گرفته‌است، زیرا این داده‌ها به تسهیل شناسایی مولکول‌ها کمک می‌کنند.